# Krut (Kipfenberg)

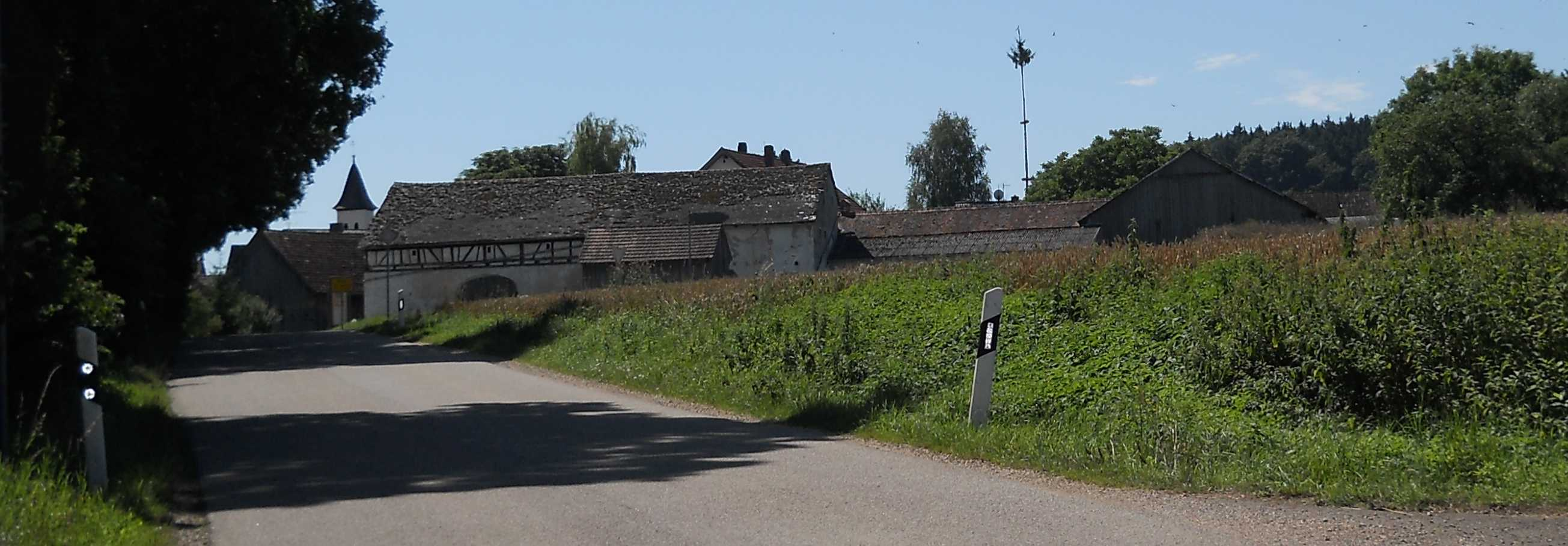
Krut

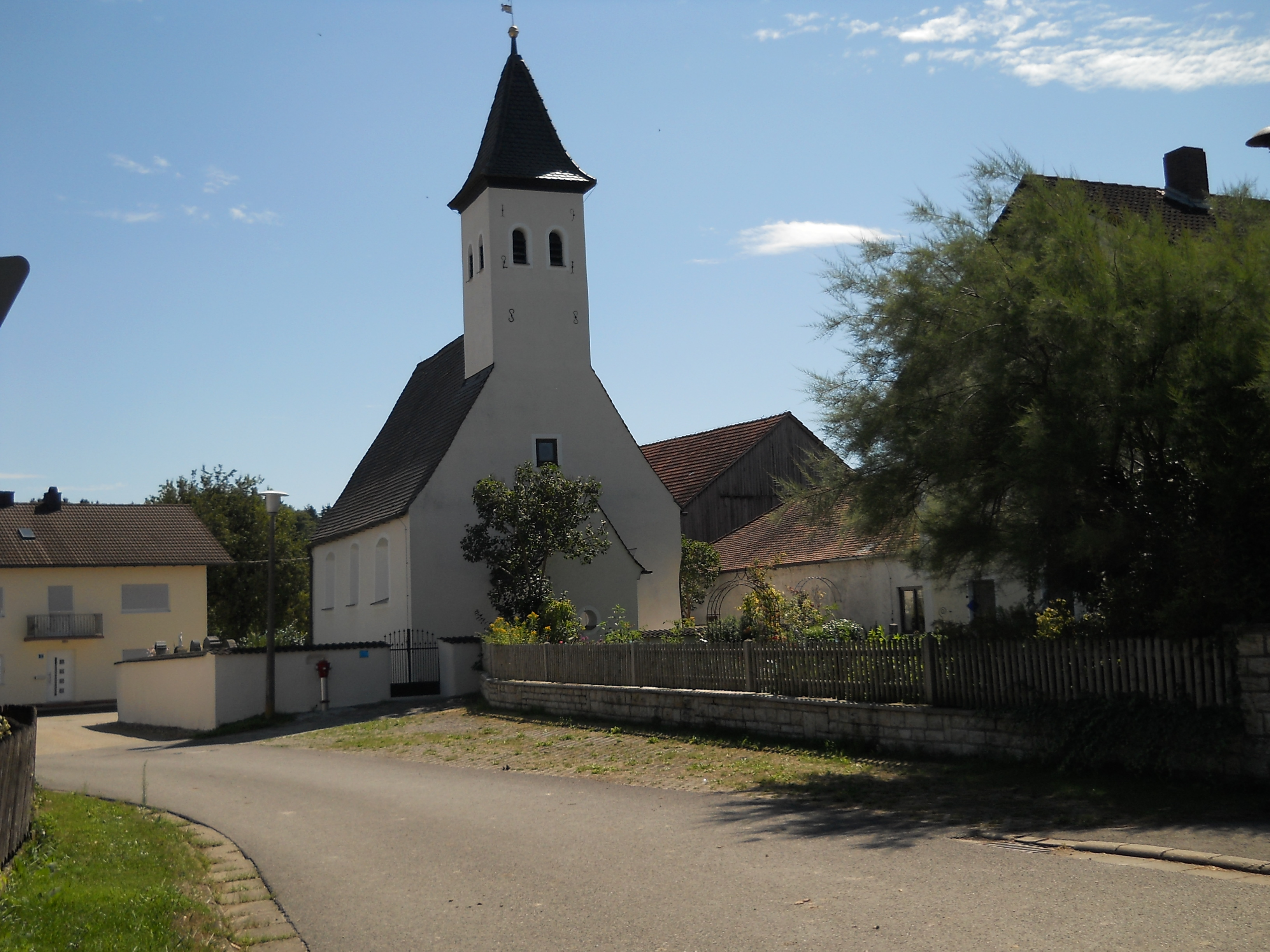
Ortskirche St. Klemens

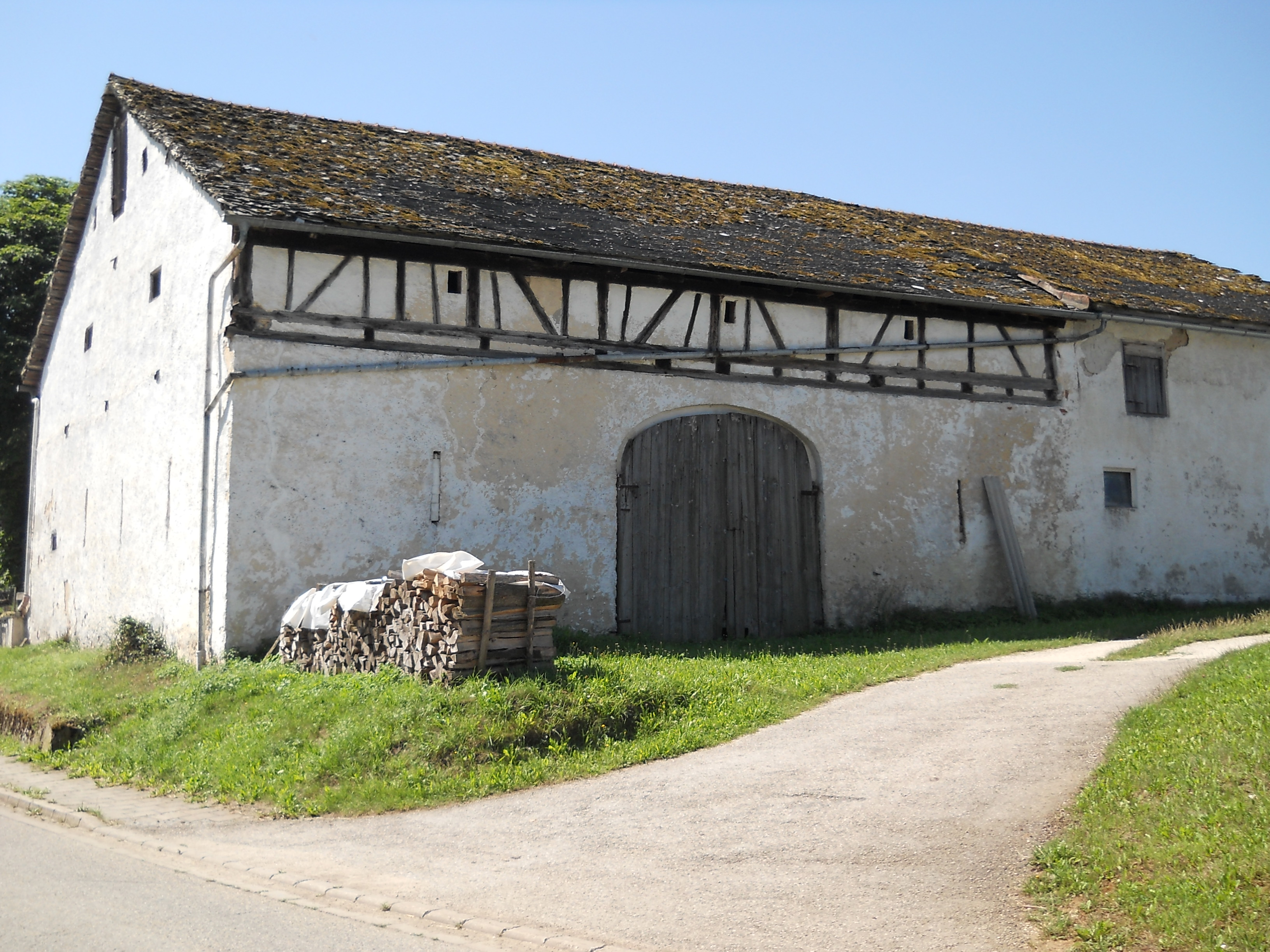
Krut, traditioneller Jura-Stadel

Krut ist ein Gemeindeteil des Marktes Kipfenberg im oberbayerischen Landkreis Eichstätt.

## Lage
Das Kirchdorf liegt auf der Hochfläche der südlichen Frankenalb südlich des Gemeindesitzes Kipfenberg.

## Geschichte
In der näheren Umgebung sind hallstattzeitliche Grabhügel nachgewiesen.
Der Ort ist erstmals 1186 erwähnt und wurde 1305 im Zuge der Auseinandersetzung um die Hirschberger Erbschaft dem Hochstift Eichstätt zugesprochen. Vor 1391 wurde eine Kirche als Filiale von Böhmfeld errichtet (später Filiale von Schelldorf). Im Dreißigjährigen Krieg wurde das Dorf verwüstet. Um 1700 erfolgte ein Kirchenneubau.
Bis zur Säkularisation gehörte Krut zum unteren Hochstift Eichstätt und darin zum Pfleg- und Kastenamt Kipfenberg. Hier hatten auch das Eichstätter Benediktinerinnenkloster St. Walburg und die Kirche Arnsberg Besitz.
Bei der Säkularisation kam das untere Hochstift und mit ihm Krut, das aus 13 Anwesen bestand, 1802/03 an Großherzog Erzherzog Ferdinand III. von Toskana und 1806 an das Königreich Bayern. Dort gehörte das Dorf zum Landgericht Kipfenberg.
1808 wurde aus Schelldorf, Krut und Biberg der Steuerdistrikt Schelldorf gebildet. 1818 wurden daraus im Zuge des zweiten Gemeindeedikt wieder selbständige Gemeinden. 1830 kam es zu einer erneuten Vereinigung von Krut und Biberg; Krut hatte zu dieser Zeit 63 Einwohner in zwölf Anwesen. 1950 war die Einwohnerzahl auf 79 in 14 Anwesen gestiegen. Am 1. April 1971 schloss sich Biberg mit Krut dem Markt Kipfenberg an. 1983 betrug die Einwohnerzahl 86; sie sank in der Folge auf heute 58. 1983 existierten im Ort acht landwirtschaftliche Vollerwerbs- und ein Nebenerwerbsbetrieb sowie ein Gasthaus.

## Katholische Filialkirche St. Klemens
Errichtet im späten 17. oder frühen 18. Jahrhundert, wurde die kleine Kirche mit ihrem Dachreiter mit Ziegelhelm (von 1729/30) über dem Westgiebel 1922 erweitert. Die Flachdecke zeigt einfachen Stuck von 1730 von Franz Xaver Horneis um leere Bildflächen. Der barocke zweisäulige Hochaltar mit seinem Altarblatt des Kirchenpatrons stammt von 1720. Die Seitenaltäre entstanden im frühen 18. Jahrhundert und kamen um 1890 in die Kirche; in der Nische des rechten Seitenaltars steht ein spätgotischer hl. Rupertus (um 1500), in der Nische des linken eine Marienfigur (um 1510).
Neben der Kirche stehen in dem Dorf ein Kapellenbildstock und eine Scheune unter Denkmalschutz, siehe Liste der Baudenkmäler in Krut.